# کلون (پاناما)
کلون (به اسپانیایی: Colón) یک منطقهٔ مسکونی در پاناما است که در Colón Province واقع شده‌است. کلون ۷۸٬۰۰۰ نفر جمعیت دارد و ۹ متر بالاتر از سطح دریا واقع شده‌است.

## خواهرخوانده
شهرهای ریو گرانده، تیرا دل فوئگو، مندویل، لوئیزیانا و سانتوس خواهرخوانده‌های کلون (پاناما) هستند.